# Fugazzeta

Fugazzeta

Als Fugazzeta wird eine argentinische Version der Pizza bezeichnet. Sie besteht aus zwei Teigplatten, die mit Mozzarella und anderen Zutaten gefüllt werden. Abschließend wird die obere Platte mit geschnittenen Zwiebeln bedeckt. Daneben existieren noch zahlreiche weitere Rezepte.

## Entstehungsgeschichte
Die Fugazzeta soll 1932 in Buenos Aires vom italienischstämmigen Argentinier Juan Banchero erfunden worden sein.